# Exact Cross
De Exact Cross is een serie van 7 overkoepelende wedstrijden in het veldrijden. In de Exact Cross worden er geen punten gegeven, noch is er een algemeen klassement of algehele eindwinnaar. De serie is genoemd naar de hoofdsponsor, de softwareontwikkelaar Exact.

## Achtergrond en opzet
In de Exact Cross worden er geen punten gegeven, noch is er een algemeen klassement of algehele eindwinnaar. Toch strijden de renners fel om de winst in de wedstrijden omdat deze rechtstreeks op televisie te volgen zijn en de sportrubrieken in de diverse media er veel aandacht aan besteden. De serie mag van de UCI geen algemeen klassement opmaken, er zijn twee klassementen per land toegestaan; met de Superprestige en de Trofee heeft België reeds twee veldritklassementen.
Van het seizoen 2016-2017 tot en met 2018-2019 was de bouwmarkt Brico de titelsponsor van de serie wedstrijden.
Van het seizoen 2019-2020 tot en met 2021-2022 was de verzekeringsmaatschappij Ethias de titelsponsor van de serie wedstrijden.

## Wedstrijden
De Exact Cross bestaat uit de volgende acht wedstrijden:
- Be-Mine, Beringen
- Cyclocross Essen, Essen
- Internationale Cyclocross Heerderstrand, Heerde
- Urban Cross, Kortrijk
- Azencross, Loenhout
- Parkcross, Maldegem
- Waaslandcross, Sint-Niklaas

Voorheen maakten de volgende wedstrijden ook deel uit van de Exact Cross:
- Berencross, Meulebeke
- Zilvermeercross, Mol
- Kasteelcross, Zonnebeke
- Polderscross, Kruibeke

- Rapencross, Lokeren
- Silvestercyclocross, Bredene
- Stellacross, Leuven
- Grote Prijs Stad Eeklo, Eeklo
- Vestingcross, Hulst
- GP Mario De Clercq, Ronse
- Muur van Geraardsbergen, Geraardsbergen

## Edities
| Seizoen   | Naam         | Aantal crossen | Tv-zender        |
| --------- | ------------ | -------------- | ---------------- |
| 2024-2025 | Exact Cross  | 7              | Sporza Eurosport |
| 2023-2024 | Exact Cross  | 7              | Sporza Eurosport |
| 2022-2023 | Exact Cross  | 8              | VTM Eurosport    |
| 2021-2022 | Ethias Cross | 8              | VTM Eurosport    |
| 2020-2021 | Ethias Cross | 8              | VTM Eurosport    |
| 2019-2020 | Ethias Cross | 8              | VTM Eurosport    |
| 2018-2019 | Brico Cross  | 8              | VTM              |
| 2017-2018 | Brico Cross  | 6              | VTM              |
| 2016-2017 | Brico Cross  | 6              | VTM              |

## Dagoverwinningen

### Mannen elite
| Seizoen | -              | Beringen       | Essen          | Heerde         | Kortrijk     | Loenhout       | Maldegem          | Sint-Niklaas      |
| ------- | -------------- | -------------- | -------------- | -------------- | ------------ | -------------- | ----------------- | ----------------- |
| 2024-25 |                | van der Haar   | Sweeck         | Iserbyt        | Iserbyt      | van der Poel   |                   |                   |
| Seizoen | -              | Beringen       | Essen          | Mol            | Loenhout     | Zonnebeke      | Maldegem          | Sint-Niklaas      |
| 2023-24 |                | Thibau Nys     | van Aert       | van der Poel   | van der Poel | Vanthourenhout | Iserbyt           | Vanthourenhout    |
| Seizoen | Kruibeke       | Beringen       | Meulebeke      | Essen          | Mol          | Loenhout       | Zonnebeke         | Sint-Niklaas      |
| 2022-23 | Vanthourenhout | Iserbyt        | Vanthourenhout | Kuypers        | van Aert     | van Aert       | Merlier           | Sweeck            |
| Seizoen | Lokeren        | Beringen       | Bredene        | Meulebeke      | Leuven       | Essen          | Maldegem          | Sint-Niklaas      |
| 2021-22 | Iserbyt        | Iserbyt        | Iserbyt        | Vanthourenhout | Sweeck       | van Aert       | Sweeck            | Vanthourenhout    |
| Seizoen | Lokeren        | Kruibeke       | Beringen       | Leuven         | Essen        | Bredene        | Eeklo             | Sint-Niklaas      |
| 2020-21 | Iserbyt        | Aerts          | Aerts          | Sweeck         | van der Poel | van der Poel   | Hermans           | Iserbyt           |
| Seizoen | Eeklo          | Meulebeke      | Kruibeke       | Beringen       | Essen        | Bredene        | Maldegem          | Hulst             |
| 2019-20 | Sweeck         | Vanthourenhout | Iserbyt        | Hermans        | Hermans      | van der Poel   | Iserbyt           | Iserbyt           |
| Seizoen | Geraardsbergen | Meulebeke      | Ronse          | Lokeren        | Essen        | Bredene        | Maldegem          | Hulst             |
| 2018-19 | van der Haar   | van der Poel   | van der Poel   | Soete          | Sweeck       | van Aert       | van der Poel      | van der Poel      |
| Seizoen | Eeklo          | Meulebeke      | Kruibeke       | Bredene        | Maldegem     | Hulst          | Slechts 6 crossen | Slechts 6 crossen |
| 2017-18 | van der Poel   | van der Poel   | van der Poel   | van Aert       | Sweeck       | van der Poel   | NA                | NA                |
| Seizoen | Geraardsbergen | Meulebeke      | Kruibeke       | Bredene        | Maldegem     | Hulst          | Slechts 6 crossen | Slechts 6 crossen |
| 2016-17 | van Aert       | van der Poel   | Vanthourenhout | van Aert       | van der Poel | van der Poel   | NA                | NA                |

### Vrouwen elite
| Seizoen | -              | Beringen  | Essen             | Heerde     | Kortrijk    | Loenhout          | Maldegem          | Sint-Niklaas      |
| ------- | -------------- | --------- | ----------------- | ---------- | ----------- | ----------------- | ----------------- | ----------------- |
| 2024-25 |                | van Empel | Norbert-Riberolle | Alvarado   | van Empel   | Norbert-Riberolle |                   |                   |
| Seizoen | -              | Beringen  | Essen             | Mol        | Loenhout    | Zonnebeke         | Maldegem          | Sint-Niklaas      |
| 2023-24 |                | van Empel | Norbert-Riberolle | Brand      | Cant        | Norbert-Riberolle | Verdonschot       | Brand             |
| Seizoen | Kruibeke       | Beringen  | Meulebeke         | Essen      | Mol         | Loenhout          | Zonnebeke         | Sint-Niklaas      |
| 2022-23 | van Empel      | van Empel | Brand             | van Alphen | van Anrooij | van Anrooij       | Betsema           | Worst             |
| Seizoen | Lokeren        | Beringen  | Bredene           | Meulebeke  | Leuven      | Essen             | Maldegem          | Sint-Niklaas      |
| 2021-22 | Betsema        | Kastelijn | Betsema           | Cant       | Kay         | Bäckstedt         | Worst             | Brand             |
| Seizoen | Lokeren        | Kruibeke  | Beringen          | Leuven     | Essen       | Bredene           | Eeklo             | Sint-Niklaas      |
| 2020-21 | van Alphen     | Brand     | Betsema           | Alvarado   | Vos         | Blanka Vas        | Betsema           | Betsema           |
| Seizoen | Eeklo          | Meulebeke | Kruibeke          | Beringen   | Essen       | Bredene           | Maldegem          | Hulst             |
| 2019-20 | Kaptheijns     | Alvarado  | Worst             | Worst      | Vos         | Cant              | Worst             | Alvarado          |
| Seizoen | Geraardsbergen | Meulebeke | Ronse             | Lokeren    | Essen       | Bredene           | Maldegem          | Hulst             |
| 2018-19 | Lechner        | Cant      | Vos               | Cant       | Kaptheijns  | Brand             | Betsema           | Betsema           |
| Seizoen | Eeklo          | Meulebeke | Kruibeke          | Bredene    | Maldegem    | Hulst             | Slechts 6 crossen | Slechts 6 crossen |
| 2017-18 | Cant           | Cant      | Compton           | Arzuffi    | Vos         | Verdonschot       | NA                | NA                |
| Seizoen | Geraardsbergen | Meulebeke | Kruibeke          | Bredene    | Maldegem    | Hulst             | Slechts 6 crossen | Slechts 6 crossen |
| 2016-17 | Cant           | Van Loy   | Verschueren       | de Jong    | Vos         | Cant              | NA                | NA                |

## Statistieken

### Dagoverwinningen
| Overwinningen | Renner                 | Land      |
| ------------- | ---------------------- | --------- |
| 17            | Mathieu van der Poel   | Nederland |
| 12            | Eli Iserbyt            | België    |
| 8             | Michael Vanthourenhout | België    |
| 8             | Laurens Sweeck         | België    |
| 8             | Wout van Aert          | België    |
| 3             | Quinten Hermans        | België    |
| 2             | Lars van der Haar      | Nederland |
| 2             | Toon Aerts             | België    |
| 1             | Daan Soete             | België    |
| 1             | Gerben Kuypers         | België    |
| 1             | Tim Merlier            | België    |
| 1             | Thibau Nys             | België    |

| Overwinningen | Land      |
| ------------- | --------- |
| 45            | België    |
| 19            | Nederland |
| 64            | Totaal    |

| Overwinningen       | Renster                    | Land      |
| ------------------- | -------------------------- | --------- |
| 9                   | Sanne Cant                 | België    |
| 6                   | Denise Betsema             | Nederland |
| 6                   | Lucinda Brand              | Nederland |
| 5                   | Marianne Vos               | Nederland |
| 5                   | Annemarie Worst            | Nederland |
| 5                   | Fem van Empel              | Nederland |
| 4                   | Ceylin del Carmen Alvarado | Nederland |
| 4                   | Marion Norbert-Riberolle   | België    |
| 2                   | Maud Kaptheijns            | Nederland |
| 2                   | Aniek van Alphen           | Nederland |
| 2                   | Shirin van Anrooij         | Nederland |
| 2                   | Laura Verdonschot          | België    |
| 1                   |                            |           |
| Zoe Bäckstedt       | Verenigd Koninkrijk        |           |
| Anna Kay            | Verenigd Koninkrijk        |           |
| Yara Kastelijn      | Nederland                  |           |
| Kata Blanka Vas     | Hongarije                  |           |
| Eva Lechner         | Italië                     |           |
| Katie Compton       | Verenigde Staten           |           |
| Alice Maria Arzuffi | Italië                     |           |
| Ellen Van Loy       | België                     |           |
| Jolien Verschueren  | België                     |           |
| Thalita de Jong     | Nederland                  |           |

| Overwinningen | Land                |
| ------------- | ------------------- |
| 39            | Nederland           |
| 17            | België              |
| 2             | Italië              |
| 2             | Verenigd Koninkrijk |
| 1             | Verenigde Staten    |
| 1             | Hongarije           |
| 62*           | Totaal              |